# Lista de campeões TNT da AEW

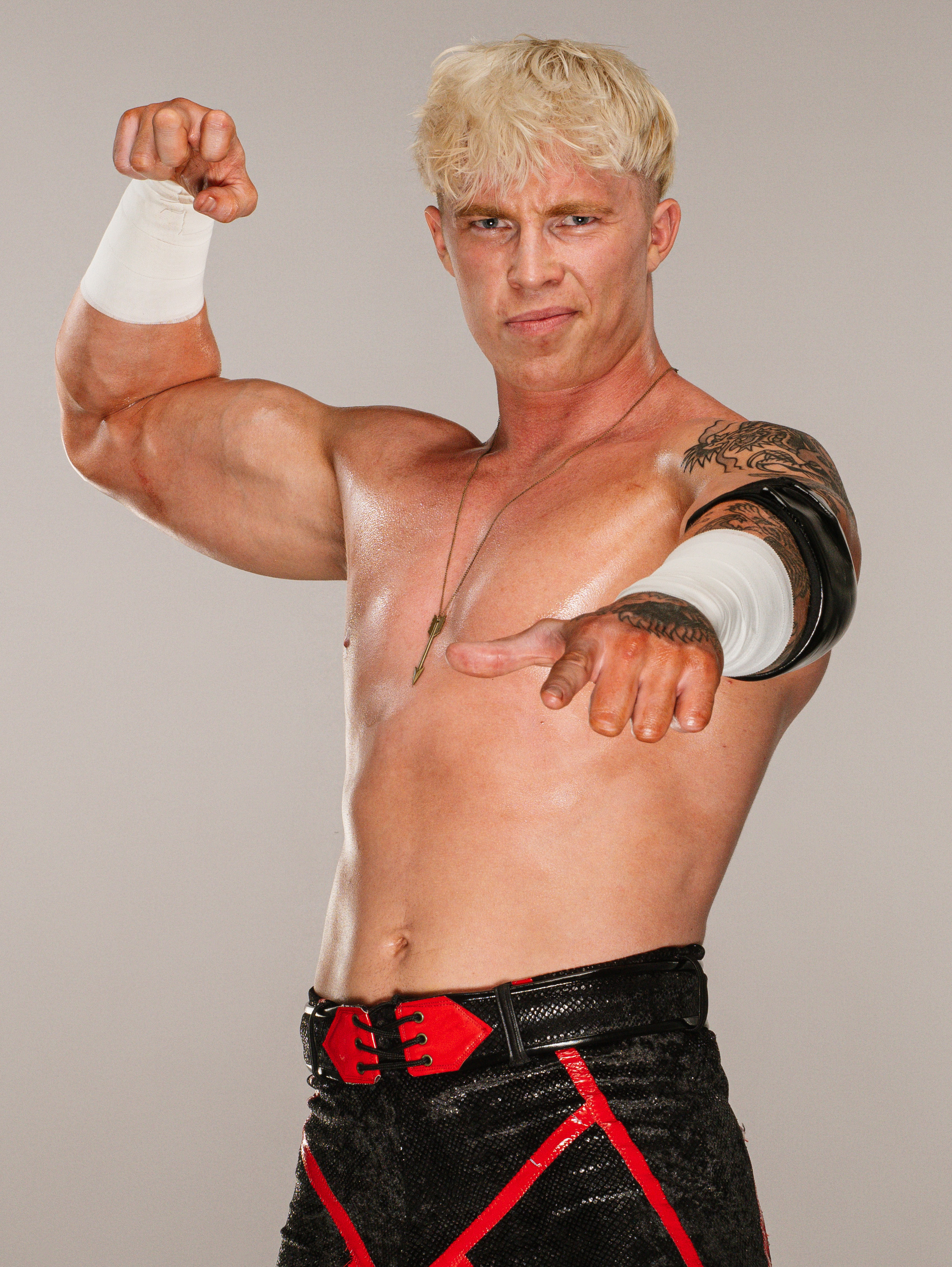
Atual campeão, Kyle Fletcher.

O AEW TNT Championship (em português: Campeonato TNT da AEW) é um campeonato televisivo de luta profissional masculino criado e promovido pela promoção americana All Elite Wrestling (AEW). Estabelecido em 30 de março de 2020, ele recebe o nome da rede de televisão TNT, que atualmente transmite os programas semanais da AEW, Collision e Rampage, assim como os especiais trimestrais da promoção, Battle of the Belts.
No total, houve 28 reinados entre 17 campeões e duas ocasiões em que o título ficou vago. Cody Rhodes, então conhecido simplesmente como Cody, foi o campeão inaugural. Ele também divide com Sammy Guevara e Wardlow o recorde de mais reinados, com três cada. O primeiro reinado de Darby Allin é o mais longo, com 186 dias, e ele também tem o reinado combinado mais longo, com 214 dias, enquanto o primeiro reinado de Adam Copeland é o mais curto, com 3 minutos e 30 segundos. Daniel Garcia é o campeão mais jovem, com 26 anos, enquanto Dustin Rhodes é o mais velho, conquistando o título aos 56 anos.
O atual campeão é Kyle Fletcher, que está em seu primeiro reinado. Ele conquistou o título ao derrotar Dustin Rhodes em uma Chicago Street Fight no Collision em 31 de julho de 2025 em Chicago, Illinois.

## Reinados
| Nº        | Número geral do reinado                           |
| Reinado   | Número de reinado para o campeão específico       |
| Dias      | Número de dias retidos                            |
| Dias rec. | Número de dias detidos reconhecidos pela promoção |
| +         | Indica o reinado atual.                           |

| Nº                        | Campeão          | Mudança de campeão     | Mudança de campeão                                   | Mudança de campeão  | Estatísticas do reinado | Estatísticas do reinado | Estatísticas do reinado | Notas | Ref.          |
| Nº                        | Campeão          | Data                   | Evento                                               | Local               | Reinado                 | Dias                    | Dias rec.               | Notas | Ref.          |
| ------------------------- | ---------------- | ---------------------- | ---------------------------------------------------- | ------------------- | ----------------------- | ----------------------- | ----------------------- | --- | ------------- |
| All Elite Wrestling (AEW) |                  |                        |                                                      |                     |                         |                         |                         | |               |
| 1                         | Cody             | 23 de maio de 2020     | Double or Nothing                                    | Jacksonville, FL    | 1                       | 82                      | 91                      | Derrotou Lance Archer na final do torneio para se tornar o campeão inagural. A AEW reconhece esse reinado como terminando em 22 de agosto de 2020, data em que a luta foi transmitida.                                                                           | [ 1 ]         |
| 2                         | Mr. Brodie Lee   | 12 de agosto de 2020   | Dynamite                                             | Jacksonville, FL    | 1                       | 55                      | 46                      | A AEW reconhece esse reinado como começando em 22 de agosto de 2020, data em que a luta foi transmitida. | [ 2 ]         |
| 3                         | Cody Rhodes      | 7 de outubro de 2020   | Dynamite: Chris Jericho 30th Anniversary Celebration | Jacksonville, FL    | 2                       | 31                      | 31                      | Foi uma luta dog colar. | [ 3 ]         |
| 4                         | Darby Allin      | 7 de novembro de 2020  | Full Gear                                            | Jacksonville, FL    | 1                       | 186                     | 186                     | | [ 4 ]         |
| 5                         | Miro             | 12 de maio de 2021     | Dynamite                                             | Jacksonville, FL    | 1                       | 140                     | 140                     | | [ 5 ]         |
| 6                         | Sammy Guevara    | 29 de setembro de 2021 | Dynamite                                             | Rochester, NY       | 1                       | 84                      | 87                      | A AEW reconhece esse reinado como terminando em 25 de dezembro de 2021, data em que a luta foi transmitida. | [ 6 ]         |
| 7                         | Cody Rhodes      | 22 de dezembro de 2021 | Rampage: Holiday Bash                                | Greensboro, NC      | 3                       | 35                      | 32                      | A AEW reconhece esse reinado como começando em 25 de dezembro de 2021, data em que a luta foi transmitida. | [ 7 ]         |
| —                         | Sammy Guevara    | 6 de janeiro de 2022   | Battle of the Belts I                                | Charlotte, NC       | —                       | 18                      | —                       | Cody Rhodes estava originalmente programado para defender o título contra Guevara nesta luta, mas foi retirado devido a problemas relacionados ao COVID-19. Em vez disso, Guevara foi escalado para enfrentar Dustin Rhodes para determinar um campeão interino. | [ 8 ] [ 9 ]   |
| 8                         | Sammy Guevara    | 26 de janeiro de 2022  | Dynamite: Beach Break                                | Cleveland, OH       | 2                       | 42                      | 42                      | Foi uma luta de escadas entre o campeão linear Cody Rhodes e o campeão interino Sammy Guevara. A AEW reconhece esse como o início do segundo reinado de Guevara.                                                                                                 | [ 10 ] [ 11 ] |
| 9                         | Scorpio Sky      | 9 de março de 2022     | Dynamite                                             | Estero, FL          | 1                       | 37                      | 38                      | A AEW reconhece o reinado de Sky como terminando em 16 de abril de 2022, data em que a luta foi exibida. | [ 12 ]        |
| 10                        | Sammy Guevara    | 15 de abril de 2022    | Battle of the Belts II                               | Garland, TX         | 3                       | 12                      | 11                      | A AEW reconhece o reinado de Guevara como começando em 16 de abril de 2022, data em que a luta foi exibida. | [ 13 ] [ 14 ] |
| 11                        | Scorpio Sky      | 27 de abril de 2022    | Dynamite                                             | Filadélfia, PA      | 2                       | 70                      | 70                      | Foi uma luta de escadas. | [ 15 ]        |
| 12                        | Wardlow          | 6 de julho de 2022     | Dynamite                                             | Rochester, NY       | 1                       | 136                     | 136                     | Foi uma Street Fight. | [ 16 ]        |
| 13                        | Samoa Joe        | 19 de novembro de 2022 | Full Gear                                            | Newark, NJ          | 1                       | 46                      | 46                      | Esta foi uma luta three-way envolvendo também Powerhouse Hobbs. | [ 17 ]        |
| 14                        | Darby Allin      | 4 de janeiro de 2023   | Dynamite                                             | Seattle, WA         | 2                       | 28                      | 28                      | | [ 18 ]        |
| 15                        | Samoa Joe        | 1 de fevereiro de 2023 | Dynamite                                             | Dayton, OH          | 2                       | 32                      | 32                      | Foi uma luta No Holds Barred. | [ 19 ]        |
| 16                        | Wardlow          | 5 de março de 2023     | Revolution                                           | São Francisco, CA   | 2                       | 3                       | 3                       | | [ 20 ]        |
| 17                        | Powerhouse Hobbs | 8 de março de 2023     | Dynamite                                             | Sacramento, CA      | 1                       | 42                      | 42                      | Foi uma luta Falls Count Anywhere. | [ 21 ]        |
| 18                        | Wardlow          | 19 de abril de 2023    | Dynamite                                             | Pittsburgh, PA      | 3                       | 59                      | 59                      | | [ 22 ]        |
| 19                        | Luchasaurus      | 17 de junho de 2023    | Collision                                            | Chicago, IL         | 1                       | 98                      | 98                      | | [ 23 ]        |
| 20                        | Christian Cage   | 23 de setembro de 2023 | Collision                                            | Grand Rapids, MI    | 1                       | 81                      | 81                      | Esta foi uma luta three-way, também envolvendo Darby Allin. | [ 24 ]        |
| 21                        | Adam Copeland    | 30 de dezembro de 2023 | Worlds End                                           | Uniondale, NY       | 1                       | <1                      | <1                      | Esta foi uma luta sem desqualificações. | [ 25 ]        |
| 22                        | Christian Cage   | 30 de dezembro de 2023 | Worlds End                                           | Uniondale, NY       | 2                       | 81                      | 81                      | Após sua derrota para Copeland, Cage imediatamente invocou a oportunidade de título conquistada por seu companheiro de Patriarchy, Killswitch, mais cedo naquela noite, para garantir uma revanche imediata.                                                     | [ 25 ]        |
| 23                        | Adam Copeland    | 20 de março de 2024    | Dynamite/Rampage                                     | Toronto, ON, Canadá | 2                       | 70                      | 70                      | Esta foi uma luta "I Quit". O combate começou como o evento principal do Dynamite e terminou no início do Rampage, que foi transmitido consecutivamente. | [ 26 ]        |
| —                         | Vago             | 29 de maio de 2024     | Dynamite                                             | Inglewood, CA       | —                       | —                       | —                       | Os vice-presidentes executivos da AEW, The Young Bucks (Matthew Jackson e Nicholas Jackson), despojaram Adam Copeland do título devido a uma lesão legítima na perna que Copeland sofreu no Double or Nothing três dias antes.                                   | [ 27 ]        |
| 24                        | Jack Perry       | 30 de junho de 2024    | AEW x NJPW: Forbidden Door                           | Elmont, NY          | 1                       | 146                     | 146                     | Derrotou Mark Briscoe, Konosuke Takeshita, Dante Martin, Lio Rush e El Phantasmo em uma luta de escadas de 6 lutadores para conquistar o título vago. | [ 28 ]        |
| 25                        | Daniel Garcia    | 23 de novembro de 2024 | Full Gear                                            | Newark, NJ          | 1                       | 134                     | 134                     | | [ 29 ]        |
| 26                        | Adam Cole        | 6 de abril de 2025     | Dynasty                                              | Filadélfia, NJ      | 1                       | 97                      | 97                      | | [ 30 ]        |
| —                         | Vago             | 12 de julho de 2025    | All In Zero Hour                                     | Arlington, TX       | —                       | —                       | —                       | Adam Cole abriu mão do título por não ter sido liberado medicalmente para competir por tempo indeterminado. |               |
| 27                        | Dustin Rhodes    | 12 de julho de 2025    | All In                                               | Arlington, TX       | 1                       | 18                      | 18                      | Originalmente programada como uma luta individual, na qual Adam Cole defenderia o título contra Kyle Fletcher, a luta se transformou em uma four-way entre Fletcher, Daniel Garcia, Sammy Guevara e Dustin Rhodes, após Cole abrir mão do título.                | [ 31 ]        |
| 28                        | Kyle Fletcher    | 31 de julho de 2025    | Collision                                            | Chicago, IL         | 1                       | 1+                      | 1+                      | Esta foi uma Chicago Street Fight. | [ 32 ]        |

## Reinados combinados
Em 1 de agosto de 2025.
| † | Indica o atual campeão |

| Pos. | Lutador          | Nº de reinados | Dias Combinados | Dias combinados pela AEW |
| ---- | ---------------- | -------------- | --------------- | ------------------------ |
| 1    | Darby Allin      | 2              | 214             | 214                      |
| 2    | Wardlow          | 3              | 198             | 198                      |
| 3    | Christian Cage   | 2              | 179             | 179                      |
| 4    | Cody Rhodes      | 3              | 148             | 154                      |
| 5    | Jack Perry       | 1              | 146             | 146                      |
| 6    | Miro             | 1              | 140             | 140                      |
| 7    | Sammy Guevara    | 3              | 138             | 140                      |
| 8    | Daniel Garcia    | 1              | 134             | 134                      |
| 9    | Scorpio Sky      | 2              | 107             | 108                      |
| 10   | Luchasaurus      | 1              | 98              | 98                       |
| 11   | Adam Cole        | 1              | 97              | 97                       |
| 12   | Samoa Joe        | 2              | 78              | 78                       |
| 13   | Adam Copeland    | 2              | 70              | 70                       |
| 14   | Mr. Brodie Lee   | 1              | 55              | 46                       |
| 15   | Powerhouse Hobbs | 1              | 42              | 42                       |
| 16   | Dustin Rhodes    | 1              | 18              | 18                       |
| 17   | Kyle Fletcher †  | 1              | 1+              | 1+                       |